# Baie de Saint-Paul (La Réunion)
Pour les articles homonymes, voir Baie de Saint-Paul.
La baie de Saint-Paul, souvent surnommée la « baie du meilleur ancrage », est une baie de l'ouest de l'île de La Réunion, département d'outre-mer français dans le sud-ouest de l'océan Indien. Délimitée au nord par l'embouchure de la rivière des Galets, qui forme un cap appelé pointe de la Rivière des Galets, elle s'achève au sud-ouest par le cap la Houssaye et abrite en son centre le centre-ville de Saint-Paul. Elle fut, en 1809, le théâtre de l'attaque de Saint-Paul par les Britanniques.